# Temporada 1954-1955 del Liceu
La temporada del 1954-1955 es caracteritza sobretot per ser la que el Festival de Bayreuth es va fer per única vegada fora de la seva ciutat habitual per organitzar-se al Liceu, 
amb unes representacions memorables de Parsifal, Tristan und Isolde i Die Walküre que, amb els seus renovadores escenografies de Wieland Wagner, van aconseguir un èxit clamorós. La visita de la companyia del Festival de Bayreuth va ser un dels grans esdeveniments ciutadans de la Barcelona de l'època, a causa de l'extraordinari nivell musical dels espectacles i, en particular, a les innovadores propostes escèniques de Wieland Wagner, que van causar admiració i escàndol. Acostumats a les perspectives realistes i minucioses de Mestres Cabanes, va causar sorpresa la nuesa ambiental de Wieland Wagner. La presència de la companyia de Bayreuth va ser l'únic contacte, encara que fonamental, del Liceu amb la revolució de la posada en escena operística que s'estava consolidant a la resta d'Europa.
S'estrenà La rondine de Puccini, que té la particularitat de basar-se en un argument lleuger i divertit, contrastant amb les altres obres d'aquest compositor, i Eugeni Onegin de Txaikovski. També es recordarà per l'actuació de la cèlebre actriu Ingrid Bergman en l'obra de Honegger Jeanne d'Arc au bûcher i l'estrena de l'òpera de Gershwin Porgy and Bess, que va ser com una alenada d'aire fresc en la programació i que va obtenir un èxit extraordinari.
| Temporada 1954-1955 del Liceu |                         |                        |                        | |                                                              |                         |
| Òpera                         | Compositor              | Director musical       | Director d'escena      | Papers principals | Producció                                                    | Dates                   |
| La forza del destino          | Giuseppe Verdi          | Armando La Rosa Parodi |                        | Renata Tebaldi, Gino Penno, Giuseppe Taddei, Jolanda Gardino, Giulio Neri, Saturno Meletti |                                                              | 4 al 13 de novembre     |
| Rigoletto                     | Giuseppe Verdi          | Angelo Questa          | Augusto Cardi          | Gianni Poggi, Aldo Protti, Antonietta Pastori, Lluís Corbella, Rosario Gómez |                                                              | 25, 28 i 30 de novembre |
| La Bohème                     | Giacomo Puccini         | Ugo Rapalo             |                        | Renata Tebaldi, Manuel Ausensi, Gianni Poggi, Ornella Rovero, Giulio Neri, Alberto Albertini |                                                              | novembre                |
| La Bohème                     | Giacomo Puccini         | Ugo Rapalo             |                        | Gianni Poggi, Aldo Protti, Antonietta Pastori, Lluís Corbella, Rosario Gómez |                                                              | novembre                |
| Manon Lescaut                 | Giacomo Puccini         | Angelo Questa          | Augusto Cardi          | Elisabetta Barbato, Manuel Ausensi, Vasco Campagnano, Cristiano Dallamangas, Vittorio Pandano, Dídac Monjo, Rosario Gómez, Alberto Albertini, Miquel Aguerri                                                             |                                                              | 8, 11, 14 desembre      |
| La rondine                    | Giacomo Puccini         | Armando La Rosa Parodi | Augusto Cardi          | Elena Rizzieri, Agostino Lazzari, Ornella Rovero, Glauco Scailini, Manuel Ausensi |                                                              | 4 de desembre           |
| Eugeni Onegin                 | Piotr Ilitx Txaikovski  |                        |                        | Benko Benkoff |                                                              | 4 de gener              |
| Les noces de Fígaro           | Wolfgang Amadeus Mozart | Wilhelm Loibner        | Ernst-August Schneider | Theodor Schlott / Walter Berry, Anny Felbermayer, Kurt Rehm / Hans Braun, Esther Réthy, Dagmar Hermann, Ljubomir Pantscheff, Else Schürhoff, Ljubomir Pantscheff, Fritz Sperlbauer, Ruthilde Boesch, Ljubomir Pantscheff |                                                              | 7 al 22 de gener        |
| Maruxa                        | Amadeu Vives            |                        |                        | Renata Tebaldi, Manuel Ausensi |                                                              |                         |
| La Cenerentola                | Gioacchino Rossini      | Angelo Questa          | Oscar Saxida Sassi     | Joan Oncina, Ornella Rovero, María Luisa Castellano | Teatro San Carlos, de Nàpols                                 | 18 de novembre          |
| Parsifal                      | Richard Wagner          |                        |                        | Wolfgang Windgassen, Martha Mödl |                                                              | 16 d'abril              |
| Tristan und Isolde            | Richard Wagner          | Eugen Jochum           | Wieland Wagner         | Wolfgang Windgassen/Rudolf Lustig, Ludwig Weber/Hans Hotter, Martha Mödl/Helen Werth, Gustav Neidlinger, Hermann Uhde, Maria von Ilosvay, Gerhard Stolze, Hermann Uhde                                                   | Orquesta Simfònica de Bamberg i Cor del Festival de Bayreuth | 22 d'abril              |
| Die Walküre                   | Richard Wagner          |                        |                        | Wolfgang Windgassen, Martha Mödl |                                                              | 27 d'abril              |
| Porgy and Bess                | George Gershwin         |                        |                        | |                                                              | 3 al 6 de febrer        |